# 중국 연극
중국 연극은 크게 나누어 고전극과 현대극으로 구별된다. 고전극은 사람이 출현하는 현행의 경극을 비롯하여 그 이전의 잡극(雜劇), 지방의 연극·예능을 주류로 하고, 이 밖에 괴뢰희(傀儡戱：인형극)와 영희(影戱：그림자 인형극) 등으로 나눌 수 있다. 현대극은 1912년 이후의 문명희(文明戱)를 비롯하여 화극(話劇), 즉 신극을 포함한다.

## 역사
중국 연극이 경극이라는 형식으로 집대성되기까지의 혼돈된 상황은 연극이라고 부르기보다는 오히려 잡예(雜藝), 예능이라고 할 수 있겠으며, 그런만큼 중국 연극의 역사와 그 성격은 다른 외국과 비하여 이질적인 발전을 해왔다. 더구나 문화혁명(1966년)으로 중국의 역사는 다시 크게 전환했으며 그것에 따라 연극의 양상도 커다란 변화를 초래했다. 과연 앞으로 어떤 동향을 나타낼 것인지는 예측할 수 없으나, 연극에 부과된 사회적 역할의 중요성으로 보아 적극적인 활동을 개시할 것으로 예상된다.
중국의 연극은 서구, 특히 고대 그리스를 발상지로 하는 “시론(詩論)”에 대해 “악론(樂論)”으로 체계가 주어지고 그 전통은 20세기까지 기본 이념으로서 계속 유지되었다. 이 악론은 중국 고래의 음악철학을 공자를 중심으로 하는 유학자의 입장에서 집대성한 것으로, 한대 초기에 <예기>의 <악기(樂記)>편으로서 기록되었다. 악기의 ‘악’이라는 것은 좁은 의미의 음악을 말하는 것이 아니라 일정한 이상(理想) 하에서 철학적으로 통합 구성된 예능론이다. 바꿔 말한다면 그것은 정치적 또는 윤리적인 이상이 연극적으로 조직되고 그 악장(樂章)은 어떤 의미를 상징적으로 표현한다. 물론 사실적이며 또한 비윤리적인 요소를 다분히 포함하고 있으나 중국의 경극은 사실을 피하여 상징적인 형태를 취한다. 그리고 악의 관념은 예라고 하는 윤리와 결부되어 '예악(禮樂)'의 사상을 낳고, 이 사상이나 관념이 오랫동안 중국을 비롯하여 한국과 일본의 예술, 특히 예능의 세계를 지배해 왔다.
화극(話劇)은 별도로 친다 해도 중국의 고전극이 경극으로 집약되고 앞선 각 예능적 요소가 경극과 교류·동화되었다. 예컨대 <시경(詩經)>이나 <초사(楚辭)>에 있는 민요적인 시에 따라 춤추는 민간 무녀의 가무나 궁중에서의 연석의 노래나 춤, 제례에 따르는 조희(調戱), 주유(侏儒)가 출현하는 골계희(滑稽戱), 또는 산악(散樂)에 따르는 괴뢰나 요술, 곡예 등 잡예가 경극에 섭취되었다. 이동안의 사정은 왕국유의 <송원희곡사(宋元戱曲史)>에 비교적 간명하게 소개되어 있다.
앞서, 유학파(儒學派)의 학론 즉 연극론은 악에 예가 수반되는 예악의 이념에 의거한다고 말했으나 그 윤리적 가치관, 말하자면 일종의 공리주의 입장에서 악(樂)을 선(善)과 악(惡)의 둘로 나누어 생각한다. 선한 것은 아악(雅樂)이며 악한 것은 속악(俗樂), 신악(新樂), 음악(淫樂)이라고 규정한다. 유교식의 이 형식주의가 중국이나 한국의 연극에 대한 관념을 얼마나 왜곡시켜 왔는가는 한국의 경우 가면극 배우를 광대(廣大)라 하여 천시해온 역사적 사실이 이를 입증한다. 중국에서 연극의 사회적 필요성이 구체적으로 인식되고 배우의 사회적 지위가 향상하기 시작한 것은 한국과 같이 19세기에 들어와서이며, 이 형식주의에서 본다면 경극도 속악·음악(淫樂)이라는 악한 것이었다.
그러나 중국에서 뚜렷이 볼 수 있는 사실은, 예악의 엄격한 공리주의적 형식주의가 실제로는 민중으로부터 진정한 지지를 받기가 곤란하고, 오히려 귀족의 이맛살을 찌푸리게 하는 신악, 음악(淫樂) 종류가 차차 민중의 인기를 얻어 융성하기 시작한 것은 당연한 결과였다. 따라서 육조 시대 무렵은 이미 고악(古樂)의 제도가 쇠퇴하고 아(雅)와 속(俗)은 서로 섞여지게 되었다.
수 문제(文帝, 589)는 악을 아악과 속악으로 나누었으며, 당대에 이르자 다시 속악이 차지하는 비중이 늘어 궁중에 내교방(內敎坊)을 설치하여 주로 속악을 담당케 했다. 또한 궁중 내부의 제사나 향연에는 교방의 속악을 사용하고 아악은 나라의 대전(大典)에 한정했다. 특히 당 현종은 산악창우(散樂倡優)의 기(技)를 애호 장려하여 '이원(梨園)'의 제자 수백 명을 양성했다. 이것은 말하자면 관립 예능학교에 해당하는 기관이었다. 따라서 연극예능을 장려 보급시킨 공로자로서 현종을 예능의 수호신으로서 숭앙, 일찍이 중국 경극의 극장 무대 뒤에 제단을 설치하여 그 화상(畵像)을 안치했을 정도였다.
이러한 점으로 미루어 보아도 중국 연극이 연극으로서의 발전을 보이기 시작한 것은 당대 이후라고 하겠다.

## 고전극

### 당대의 가무희
무악(舞樂)의 원류를 이루는 곡으로 간주되는 것은 아래와 같다.
대면(大面)
대면(代面)이라고도 쓴다. 이는 북제(北齊)의 난릉왕(蘭陵王) 장공(長恭)이 미남이었으므로 싸움터에서 적을 위협하기 위해 항상 무서운 가면을 쓰고 싸웠던 고사(故事)에 의한 가무로서 말하자면 중국 가면극의 일종이라 하겠다.
발두(撥頭)
발두(鉢頭)라고도 쓴다. 배우는 흰 옷을 입고 상중(喪中)의 모양을 모방한다.
답요랑(踏搖娘)
북제 시대, 소중랑(蘇中郞)이라는 남자가 술에 취하고는 그의 아내를 때리며 괴롭히기 때문에 그녀는 그때마다 탄식하고 몸부림치며 슬피 울었다고 하는 고사가 극화(劇化)된 곡이다.
참군희(參軍戱)
이것은 곡 그 자체의 명칭이 아니라 극의 한 형태로서, 오늘날로 말하면 두 사람이 주고받는 만담극에 속한다. 그런만큼 노래가 있고 대사도 있으며 후세의 희곡 및 연극 형식의 기초적 요소를 지니는 것으로서 중요한 역할을 다했다. 참군(參軍)과 창골이라는 역할의 두 인물이 노래를 곁들이며 만담을 주고받는다. 이것은 송대의 잡극에서의 부정(副淨)과 부말(副末)에 계승된다. 배우의 복장은 하나는 초록색 옷에 홀(笏)을 가진 관리이며 또 하나는 초라한 옷에 머리를 딴 하인이다. 그리고 이 참군희는 주로 궁중에서의 의식연석의 자리에서 여흥으로 연출되었다. 당시(開元 713-741) 참군희의 명인으로는 이선학(李仙鶴)이라는 자가 있어서 참군(參軍)이라는 벼슬을 지냈으며 이구년(李龜年)은 이 방면에 유명한 자로 알려져 있다.

### 송대의 가무희
이 시대에 와서는 연극이 더욱 발전했다. 당대의 문화를 이어받기도 했으나, 당 현종과 마찬가지로 송 태종이나 휘종이 음악과 예능에 관심을 가졌다는 것도 발전의 계기가 되었다. 당의 내교방(內敎坊)에 대하여 예능을 담당하는 대성악부(大晟樂府)가 설치되었으며 주방언(周邦彦)이라는 작사가가 책임자로 기용되었다.
이 시대는 당의 참군희(參軍戱) 뒤를 이어받아 잡극(雜劇)이 성행했다. 이것은 임기응변의 넌센스, 코믹을 위주로 한 것으로, 말하자면 이탈리아의 '코메디아 델 아르테'와 흡사한 즉흥희극이었다. 중화민국 초두의 뛰어난 연극학자 왕국유의 유명한 저서인 <송원희곡사(宋元戱曲史)>에 의하면 송대의 연극을 골계희(滑稽戱), 잡희소설(雜戱小說), 악곡(樂曲)의 셋으로 나누고 있으며 특히 사(詞), 즉 노래를 중요시하고 있다.
노래에 춤이 따르는 것을 전답(傳踏), 또는 전답(轉踏)이라고도 쓰며 1곡을 되풀이하며 연주했다. 또한 1곡 이상의 것을 편곡한 것을 제궁조(諸宮調) 혹은 잠사라고도 했다. 악곡은 오늘까지 거의 전해지지 않고 있으나 증조라는 송나라 사람의 <악부아사(樂府雅詞)>에 그 일부가 남아 있다. 그러나 잡극은 더욱 발전하여, 배역도 처음엔 두 사람이었던 것이 7종류 등장의 역할로 증가되었고 레퍼토리도 280종이나 되었다. 이 역시 송대의 주밀(周密)의 <무림구사(武林龜事)>(武林, 杭州)의 <관본잡극단수(官本雜劇段數)>에 목록으로서 기재되어 있다. 이러한 잡극의 희곡적 구성은 염단(艶段) 1절, 정잡극(正雜劇) 2절, 잡분(雜扮) 1절의 4절 4막으로 이루어진다. 이 구성 형식은 훗날 원대의 희곡에 계승되었다. 이 밖에 고자사(鼓子詞)라고 하여 북을 반주악기로 하여 노래하는 예능도 있으며 조덕린(趙德麟)이라는 작가의 <상조접연화사(商調蝶戀化詞)> 등은 중국 근대희곡의 기초를 이룬다고 하겠다.

### 금대의 가무희
북방에 일어난 금나라도 잡극이 왕성했으며 원본(院本)이라고 칭했다. 원(院)은 행원(行院)이라는 뜻으로 홍등가를 말한다. 원말 명초에는 690본의 이름을 들고 있으니 얼마나 유행했는가를 알 수 있다. 비교적 완전한 원본으로서는 동(董)이라는 사람의 <서상추탄사>가 남아 있으며 노래에 대사가 곁들여졌고 연기자 한 사람이 독백하는 형식의 예능이었다. 반주악기는 제궁조(諸宮調)와 같은 비파였다고 생각된다. 이 원본의 중요성은 후에 원대의 희곡에 영향을 주었으며, 구체적으로는 예컨대 이 '서상'이 원나라 극작가 왕실보(王室甫)의 <서상기(西廂記)>의 원본이 되었다는 것 등을 들 수 있다.

### 원대의 가무희
중국 연극의 확립은 원대에 들어와서부터라고 하겠다. 원나라 사람은 원래 북방의 민족, 오늘날의 해석으로 말하면 소위 기마민족으로서, 무력에 의한 정복욕이 강한 종족이었지만 비문화적이었다. 그러면 어째서 그 비문화민족 사이에 희곡이나 연극이 창조되고 성행한 것일까.
그 이유로는 비문화적이며 오랜 문화의 전통이 없고 더구나 고전문학에 대한 무지로 인하여 오히려 새로운 형식을 낳기에 형편이 좋았다고 생각된다. 고전의 법칙에 구애되지 않고 자유분방하게 자기를 주장하고 표현할 수 있는 예술의 한 형태로서 그들은 희곡에서 그 무대적 구상화에 전념했다. 다음으로는 과거 시험의 과목에 희곡이 추가되었음을 들 수 있다. 이 주장은 명대 장진숙(藏晉叔)의 <원곡선(元曲選)>(元人百種曲)에 의하나 관리시험이 폐지되었기 때문에 그것은 이유가 되지 않는다고 반대하는 주장도 있다. 그러나 이 시대의 극작가 대부분이 과거 시험에 합격한 진사(進士)라는 점으로 보아서도 원곡선의 설이 옳다고 생각된다. 원곡도 또한 잡극이라고 불리나 원곡의 형식으로서 그 특징을 들면 전곡이 4단(四段), 4척으로 이루어지며, 1척은 같은 장단과 운(韻)을 사용한다.
등장인물 가운데 노래를 부르는 배우가 주인공이며 그 밖의 배우는 대사만을 읊는다. 그리고 이 형식은 오늘날의 경극이 계승하고 있다.

#### 원대 북곡의 극작가
당시의 저명한 극작가로서는 여섯 명을 들 수 있다. 마치원(馬致遠), 백복(白樸), 정광조(鄭光祖), 교길(喬吉), 왕실보(王實甫), 관한경 등이다.
마치원
대도(지금의 베이징) 사람으로 대표작에는 <한궁추(漢宮秋)> <청삼루(靑衫淚)> 등이 있어 기품 높은 작품이 그의 특색이라고 하겠다.
백복(白樸, 白仁甫)
진정(眞正) 사람으로 시문(詩文)에 뛰어났으며, 대표작으로는 <오동우(梧桐雨)> <장두마상(牆頭馬上)>이 있고 전자는 당 현종과 양귀비를 다룬 비극으로서 저명하다.
정광조(鄭光祖)
산시성 핑양 현의 사람으로서 <추매향(▩梅香)> <천녀이혼> <주공섭정(周公攝政)> <왕찬등루(王粲登樓)> 등의 작품이 있으며 <추매향>과 <천녀이혼>이 대표작이다.
교길(喬吉, 喬夢符)
타이위안시의 사람이며, 마치원, 백복, 관한경과 함께 원나라의 4대 극작가로 유명하고, 현존하는 작품으로는 <서상기> <여춘당(麗春堂)>의 두 작품뿐이나, 모두 걸작으로서 널리 상연되었다.
왕실보(王實甫)
그의 <서상기>는 앞서 말했듯이 김대동(金代董)의 원본(院本) <서상추탄사>를 원본(原本)으로 하고 있다. 이 곡은 잡극이라는 4종의 구성으로 이루어지며 전곡 16척, 16막이 된다. 명대(明代)의 평에 "왕실보(王實甫)의 사(詞)는 꽃속의 미인과 같다"(朱權)라든가 "처리가 섬세하여 아름답다"(太和正音譜)고 나와 있다.
관한경(關漢傾)
이상 말한 북곡에 대립되는 것으로 남곡이 있다.

### 명·청시대 이후의 연극
남곡은 고명(高明)처럼 뛰어난 작가가 나와 한때 융성해졌으나 그 후 쇠퇴하여 명나라 시대를 맞아 다시 인기를 되찾았으며, 북곡보다 오히려 남곡이 위세를 떨쳤다. 북곡은 앞서 말했듯이 대중들이 알기 쉽고, 그런만큼 힘찬 표현력은 뛰어났으나 약간 거칠고 저속하기 때문에 오랜 전통을 소중히 여기고, 고전에 향수를 품는 사람들에게는 오히려 남곡의 귀족적이며 고아한 품격이 귀중하게 여겨졌다. 물론 그렇게 되기 위해서는 뛰어난 작가와 작품의 배출이 필요했다. 명말(明末)의 자징(嘉靖), 융경기(隆慶期)의 쿤산(崑山)이나 타이창(太倉)의 위양보(魏良輔), 양진어(梁辰魚) 같은 사람이 나와 남곡을 집약 대성시켰다. 그래서 일반적으로 남곡을 곤곡(崑曲)이라고 부르게 되었다.
또한 희곡각본을 이 시대부터 전기(傳奇)라고 불렀다. 영헌왕(寧獻王)의 <형서기(荊敍記)>, 시혜(施惠)의 <배월정(拜月亭)>(幽閨記), 서신의 <살구기(殺狗記)>, 작자불명의 <유지원(劉知遠)>(白兎記)을 명대 초기의 4대 전기라 하고 중기(中期)에서는 왕구사(王九思)의 <도보유춘(杜甫遊春)>, 양진어의 <완사기(浣紗記)>가 저명하나 심경(沈璟), 탕현조에 의해 남곡의 재흥이 초래되어 희곡문학의 융성기를 맞이했다.
원대침(阮大鍼, ? -1646)도 탕현조 다음가는 명나라 시대의 대표작가이다. 마침 영국에서는 셰익스피어가 죽은 해로 그는 진사가 되어 병부상서(兵部尙書)로 임관되었으나 탐관오리가 되었으며 인간적으로는 평이 별로 좋지 않았다. 그러나 작가로서는 <연자전(燕子箋)>을 비롯하여 <춘등미(春燈謎)> <쌍금방(雙金傍)> <모니합(牟尼合)> <충효환(忠孝環)> 등의 뛰어난 작품을 남겼다. 특히 <연자전>은 유명하며 42장(場)으로 되어 있다. 한 마리의 제비가 중매하여 두 남녀가 맺어진다는 이야기로 당시는 자주 상연되었다고 전한다.

### 청조
이 시기도 전기 작가의 활동은 활발했다.
그 초기에는 이어(李漁, 李笠翁)가 특히 활약했다. 그는 저장성 난지(浙江省 蘭谿) 사람으로, 진사는 되지 못했으나 글재주가 능하여 소설, 평론 등을 집필, <입옹일가언집(笠翁一家言集)> 등을 저술하였는데, 그보다 희곡이 더 유명했다. <입옹십종곡(笠翁十種曲)>은 그의 희곡 <풍쟁오(風箏誤)> 외에 9편을 수록한 저작집으로 모두 희극이다. 희극이 적은 당시의 중국 연극으로는 희소가치가 있다고 하겠다. 이 밖에 왕부지(王夫之), 오위업(吳偉業) 등의 작가도 있으나 홍승(洪昇), 공상임(孔尙任)의 두 사람이 역사에 남는 작가라고 하겠다.
홍승(1645 -1704)은 첸탕(錢塘) 사람으로, 몇 개의 전기(傳奇)도 있으며 <장생전(長生殿)>은 그의 대표작이다. 초연 때는 마침 국장(國葬)의 기간이었으므로 불경죄에 몰렸으나 그의 작품 생명은 오랫동안 유지되었다. 전 4권 50절(折), 즉 4막 50장의 작품이다. 당나라 현종과 양귀비의 이야기로, 양귀비가 죽은 후 현종은 그녀의 꿈을 꾸고 도사(道士)의 인도로 월궁전(月宮殿)에 이르러 두 사람은 영원히 맺어진다고 하는 줄거리로서 아름다운 묘사와 변화가 풍부한 무대전환 등으로 호평을 받았다.
공상임(1648-1718)은 산둥 취푸(山東 曲阜) 사람으로 공자(孔子)의 자손 <도화선(桃花扇)>은 그가 심혈을 기울인 걸작인 동시에 중국 고전극 가운데에서 불멸의 명작이라고 하겠다. 1699년의 작품으로 전 42장(場)으로 되어 있다. 기녀(妓女) 이향군(李香君)과 청년 후방역(侯方域)의 사랑에 명조(明朝)의 정치사회를 배경으로 하는 로망과 사실(事實)·허실(虛實)이 교묘하게 교차하는 특이한 사극이라고 하겠다. 작자는 지금까지의 전기물(傳奇物)과는 달리 대사에 중점을 두고 가사에도 유기적인 필연성을 고려하는 등, 희곡적 체재를 충분히 계산하여 작극(作劇)한, 말하자면 오늘날의 전형적인 희곡이라고 하겠다.
이 밖에 전기작가로서는 장사전(蔣士銓)의 <홍설루구종곡(紅雪樓九種曲)>, 계복(桂馥)의 <후사성원(後四聲猿)>, 서위(舒位)의 <병생관수소보(甁笙館修簫譜)> 등이 있다.
한편, 이 시기에 지방에 그때까지 산재했던 지방극, 예컨대 익양강, 진강(秦腔), 방자강, 서피강(西皮腔), 이황강(二黃腔) 등이 융성하였고, 특히 서피와 이황은 안휘(安徽)를 중심으로 활약했던 연극인이 북경에 들어옴으로써 도시적으로 세련되어 중국 연극의 주류적 존재가 된 경극으로 집대성되었다.

## 현대극
중국의 현대연극은 그들의 전통적인 고전극으로 대표되는 경극(京劇)과 각 성(省) 및 각 지방에 흩어져 있는 지방극(地方劇), 그리고 오늘날 신극에 해당하는 화극(話劇)으로 대표된다.

### 현대의 경극
건륭 말년(1795) 곤곡(崑曲：일명 崑劇)의 뒤를 이어 발생한 전통극 중의 하나인 경극은 창(唱)·염(念)·주(做)·타(打)의 4요소를 갖추고 있고, '창'은 노래, '염'은 대사, '주'와 '타'는 동작과 연기에 해당한다.
또한 그 등장 인물에는 생(生)·단(旦)·정(淨)·축(丑) 등 일정한 형의 배역이 따로 있고, '생'에도 가령 그 역할에 따라 노생(老生)·무생(武生)·소생(小生)·홍생(紅生) 등의 구별이 있다. 그리고 '단'과 '정' '축' 역(役)에도 각각 그 구별이 있었다.
'생'은 원래 선생(先生)·서생(書生)에서 온 말이고, '단'은 여역(女役), '정'은 장사와 같은 호쾌(豪快)한 역, '축'은 골계(滑稽)와 해학(諧謔)역의 일종이다.
역대의 경극배우로는 '노생'의 명우 청창겅(程長庚), 탄진페이, '단'역(役)에는 매란방, 정연추 등이 유명했고, 현역 배우로는 탄진페이의 손(孫)으로 '노생'역의 탄푸잉(譯富英), '소생'역의 위안스하이(袁世海), '축'역의 샤오창화(簫長華) 등이 일류 명배우로 알려져 있다.
경극의 각본 중에는 대개 역사소설을 각색한 <삼국연의(三國演義)> <수호전(水滸傳)> <서유기(西遊記)> <홍루몽(紅樓夢)> 등이 있다. 문화대혁명 이전에는 마먀오보(馬小波) 등에 의한 경극 개량운동이 일어나, 소위 문화대혁명 이후에는 역사극은 자취를 감추고, <홍등기(紅燈記)> <사가병(沙家浜)> <기습백호단(奇襲白虎團)> <지취위호산(智取威虎山)>등 현대를 소재로 한 경극의 작품이 생겼다.

### 현대의 지방극
중국 전토에 걸쳐 무려 2백여 종에 달하는 지방극이 현존하고 있으나, 그 테마 역시 초기에 있어서의 경극과 마찬가지로, 재자가인(才子佳人)과 제왕·재상의 이야기를 소재로 하고 있어 현대감각에 맞지는 않는다. 이들 지방극 중 현재 가장 유력한 것으로는 남방의 월극(越劇)과 북방의 평극(評劇)이다. 전자는 지방극 중 가장 그 역사가 길지 않은 것으로, 중국 저장성 성셴 지방 부근의 민속예능에서 발달, 특히 고전극의 구속을 받지 않고 자유로운 형식의 남녀 애정문제를 다룬 것이 많다. 대표적인 작품으로는 <양산박(梁山泊)과 축영대(祝英臺)> <서상기(西廂記)> 등이 있다. 후자 또한 허베이성 지둥(冀東)지방의 민속예능에서 발생한 자유로운 형식으로서 그 표정이 밝고 가사가 쉬운 것이 특징이며, 주요 레퍼토리로는 <진향련(秦香蓮)> <유교아(劉巧兒)> 등이 있고, 이들 작품은 영화로도 널리 알려졌다.
그 밖에도 중국의 지방극으로는 허베이성의 허베이 방쯔(河北榜子), 산둥성의 여극(呂劇), 산시성의 진극(晋劇), 허난성의 예극(豫劇), 산시성의 진강(秦腔), 안후이성의 휘극(徽劇), 장쑤성의 소극(蘇劇), 상해의 호극, 푸젠성의 민극, 광시 성의 계극(桂劇), 쓰촨성의 천극(川劇), 원난 성의 전극, 구이저우성의 검극, 내몽고의 이인대(二人擡) 등이 유명하다.

### 현대의 화극
전통적인 가무 연극과는 달리 오늘날 중국에서는 신극 대칭으로 화극이 보급되어 있다. 중국의 화극은 1904년 그들의 일본 유학생들 사이에 조직된 도쿄 춘류사(春柳社)의 창립으로부터 시작된다. 그때의 창립 멤버로는 쩡지구(曾季谷), 리시스왕(李息霜), 어우양위첸 등이었으며, 그들은 뒤마 피스의 <춘희>, 스토 부인의 <엉클 톰스 캐빈> 등을 상연하고 1907년 본국으로 돌아가 신극운동단체를 조직, 적극적인 활동을 개시했다. 이때 톈한과 홍선(洪深)이 이에 가담, 톈한은 남국극사(南國劇社)를 조직했고, 홍선은 미국에서 돌아와 어우양위첸의 희극협사(戱劇協社)와 톈한의 전기 극단에 관여하며 <오규교(五奎橋)> <향도미(香稻米)> 등의 창작극을 발표, 새로운 화극의 연출체계와 연기이론을 전개해 나갔다. 그로 말미암아 북경에서는 1922년 처음으로 신극 배우의 양성을 위한 인예희극전문학교(人藝戱劇專門學校)가 창설되어 중국 최초의 여우(女優) 우루이옌(吳瑞燕)을 배출했다.
1925년에는 다시 미국에서 연극 공부를 마치고 돌아온 즈아오타이머우·위상위안(余上沅) 등에 의해 국립북경 예술전문학원이 설립되어 하나의 대학과정의 역할을 했고, 연출지도는 슝포시(態佛西)가 맡았는데, 그는 자작극(自作劇) 외에 입센의 <유령(幽靈)>, 오닐의 <고래> 등 번역극을 연출, 구미 각국의 연극들을 소개했다. 이어서 난징에도 국립희극학교가 설립되어 극작가 차오위와 연출가 잉위언웨이(應雲衛) 등이 교단에 섰다. 당시의 화극 중 가장 대표적인 작품으로는 해방 후 우리나라에도 소개된 바 있는 차오위의 <뇌우>와 <일출(日出)> 등이 있었다. 이는 중국에서도 가장 인기 있는 작품이었다. 그 후 1930년 톈한, 샤옌, 양한성(陽翰笙) 등이 주동이 된 중국좌인극단연맹이 조직되었으나, 곧 당국의 제재로 해산되고, 1935년에는 진산(金山)·즈아오단(趙丹) 등이 업여극인협회(業餘劇人協會)를 결성했다.
한편 상해와 우한 등지에서는 항일전쟁으로 희극선전대가 조직되어 각 전선을 누비며 국방의식을 고취했다. 이때 훙선은 구국연극 제2대대장으로 우한 등지에서 활약, 자작 희극 <비장군(飛將軍)>을 연출·주연했으며 또 충칭에선 궈모뤄(郭洙若)의 역사극 <호부(虎符)> <굴원(屈原)> <당체지화>, 그리고 샤옌의 <파시스트 세균(法西斯細菌)> <슬픔의 거리> 등이 유명했다. 그 밖에 충칭시대의 작가와 작품으로는 영국 유학을 마친 딩시린(丁西林)의 <묘봉산(妙峰山)>이 있고, 또 라오서(老舍)의 <잔무(殘霧)>, 양한성의 <이수성(李秀成)의 죽음> <천국춘추(天國春秋)>, 송지적(宋之的)의 <안개 속의 중경> <조국의 소명(召命)을 받고> 등이 있다.
2차대전 후 중국의 현대극은 북경엔 수도극장·인민극장·장안극원, 그리고 상해에선 천섬(天蟾)무대·중국대희원(中國大戱院) 같은 새로운 현대식 극장을 중심으로 상기 여러 작가들의 신작이 상연되다가 그 중 궈모뤄, 톈한, 라오서, 샤옌, 양한성, 천바이천(陳百塵), 위링(于伶) 등 대부분의 작가들은 중공의 문화혁명 이후 모진 자기비판을 받고 스스로 그 제일선에서 물러났다.

## 같이 보기
- 중국의 문화

| 연대          | 선진       | 한                 | 육조 시대    | 수당         | 송   | 원 | 명청         | 현대            |
| ------------- | ---------- | ------------------ | ------------ | ------------ | ---- | -- | ------------ | --------------- |
| 운문          | 시경, 초사 | 사부, 고체시, 악부 | 고체시, 변부 | 근체시, 유부 | 사   | 곡 | 근체시, 연극 | 신사, 현대 가사 |
| 비운문(非--)  | 산문       | 산문               | 변문         | 전기, 변문   | 고문 | -- | 장회소설     | 백화문, 소설    |
| v • d • e • h |            |                    |              |              |      |    |              |                 |